# Sander de Graaf
Sander de Graaf, född 13 juni 1995 i Made, är en nederländsk roddare.

## Karriär
I oktober 2020 vid EM i Poznań tog de Graaf guld tillsammans med Jan van der Bij, Boudewijn Röell och Nelson Ritsema i fyra utan styrman. I juli 2021 slutade samma lag på sjätte plats i fyra utan styrman vid OS i Tokyo.
Under 2022 tävlade de Graaf i fyra utan styrman tillsammans med Ralf Rienks, Ruben Knab och Rik Rienks. De tog silver vid EM i München och brons vid VM i Račice. Under 2023 var de Graaf en del av Nederländernas lag i åtta med styrman som tog brons vid EM i Bled och silver vid VM i Belgrad.